# Charles Bonnefon
Pour les articles homonymes, voir Bonnefon.
 (janvier 2022).

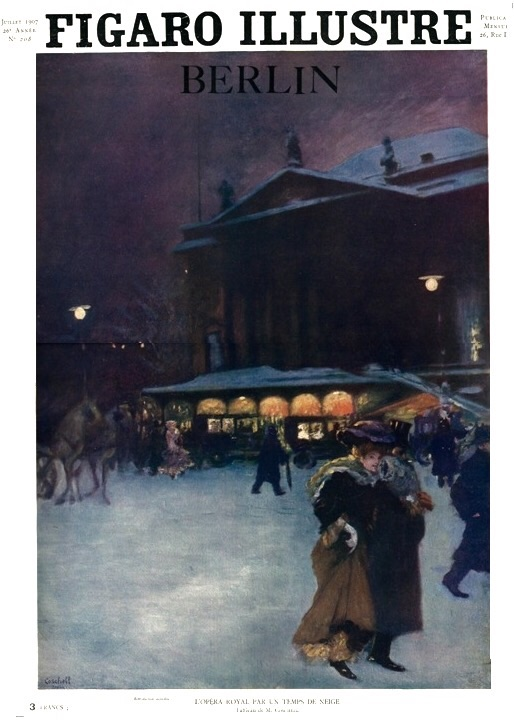
Numéro du Figaro illustré avec texte de Charles Bonnefon, dessins par Moritz Coschell

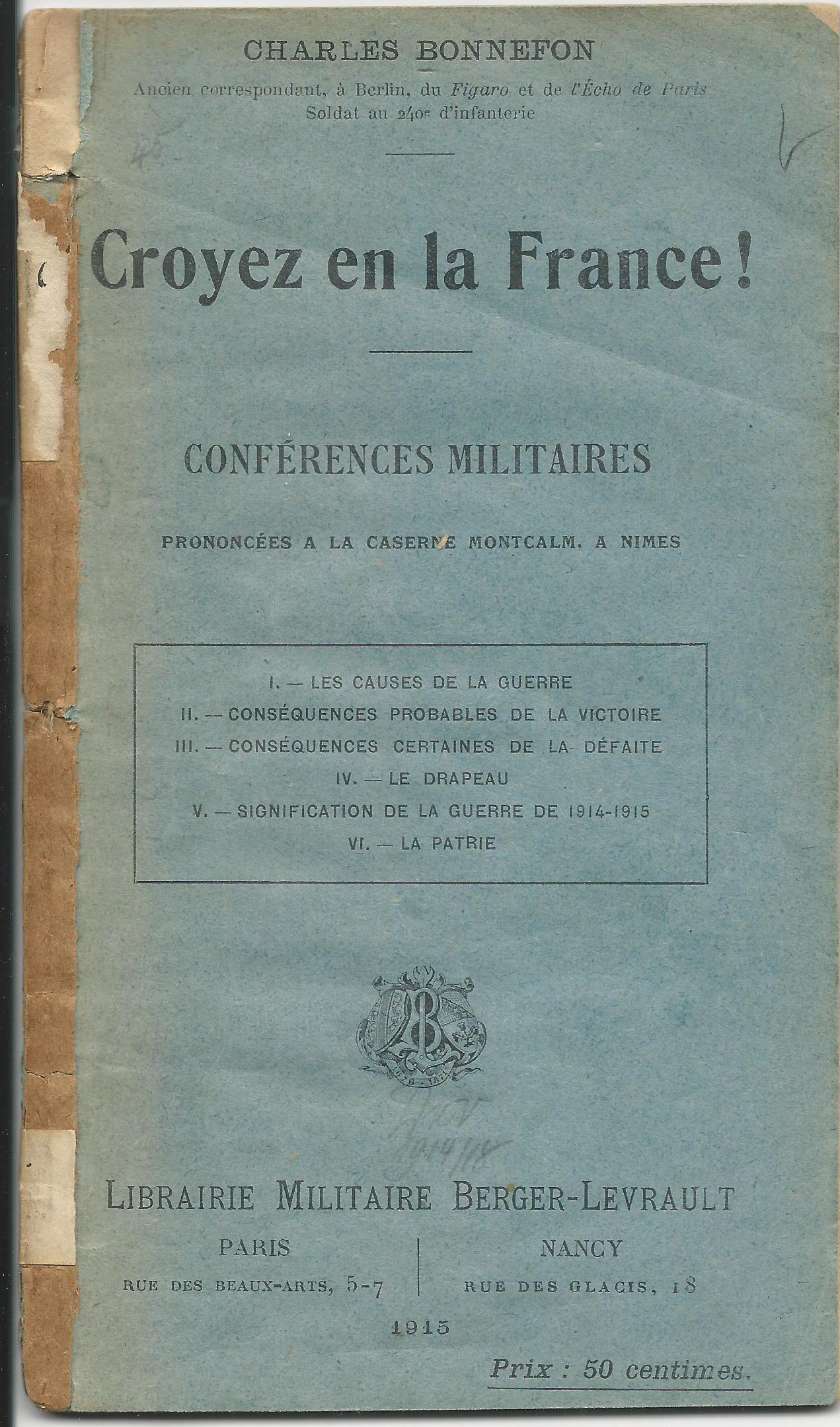
Conférences patriotique par Charles Bonnefon

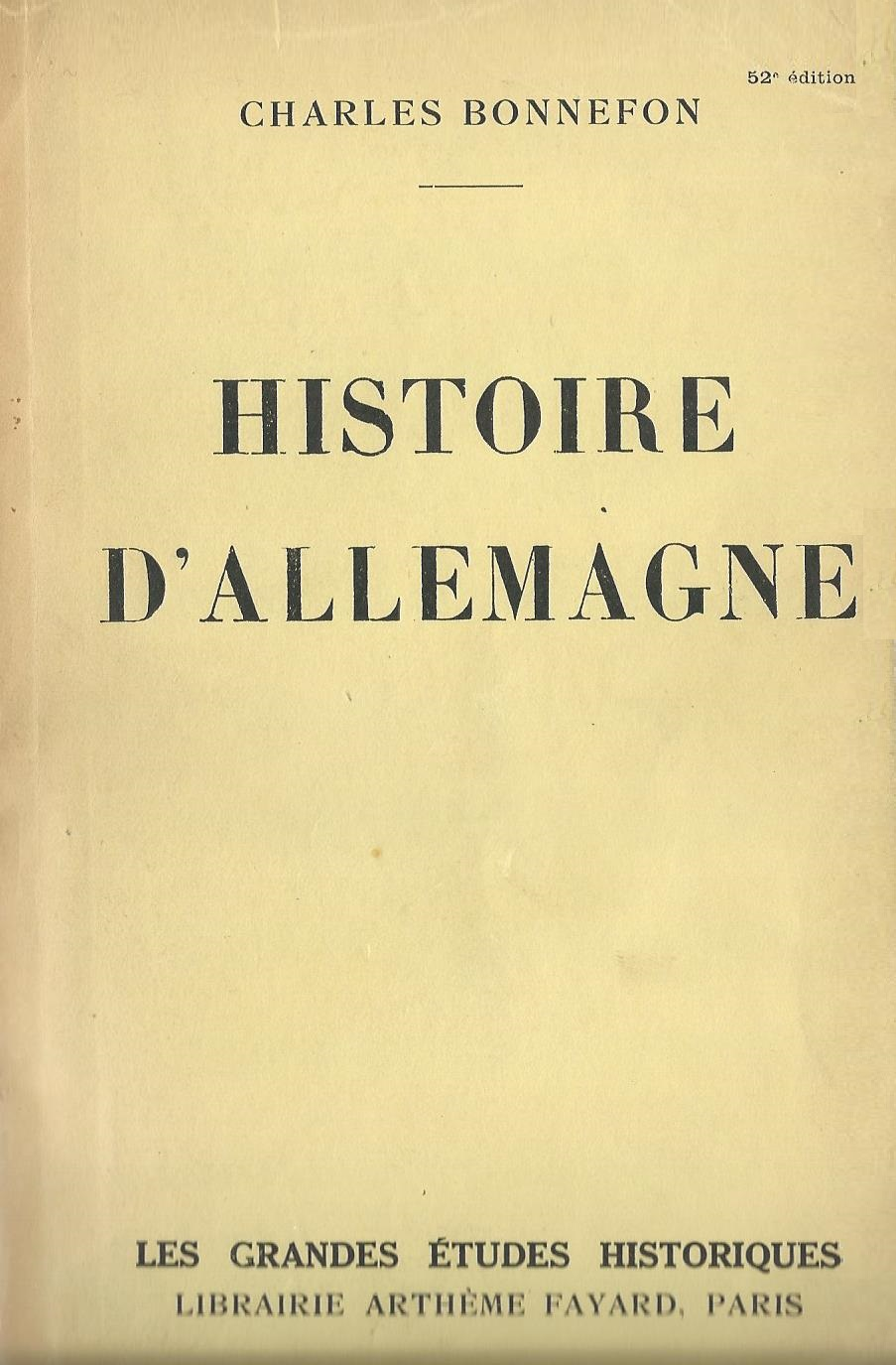
Cinquante-deuxième édition de l`histoire de l`Allemagne par Charles Bonnefon 1940

Charles Bonnefon (né le 5 octobre 1871 à Alès et mort le 7 mai 1935 à Cannes) était un journaliste écrivain, philosophe et historien qui vivait à Berlin et qui a travaillé comme correspondant à Berlin avant la Première Guerre mondiale où il observait les courants politiques et culturels du point de vue de la France et tentait de favoriser un rapprochement franco-allemand.

## Vie

### Enfance et formation
Hector Jules Charles Bonnefon est né le 5 octobre 1871 à Alès, fils de Daniel Bonnefon (1832-1898) et d‘Anna Suzanne, née Craponne. Son père Daniel, Dr. en théologie (Montauban, 1858), pasteur réformé, était venu à Alès le 14 janvier 1858 et avait pris la charge d’une communauté protestante, d’abord à l’extérieur, puis à Alès même qu’il dirigea pendant 40 ans. Il était fondateur de l`hôpital Bonnefon à Alès et morut le 11 avril 1898, âgé de 66 ans, laissant 6 enfants.
Charles étudia d’abord la théologie, comme son père, à Montauban. Il soutint sa thèse le 5 juillet 1894 à la faculté de théologie protestante de Paris sous la direction de l’Alsacien Frédéric Auguste Lichtenberger (1832-1899) avec sa thèse : Essai sur les fondements psychologiques de la morale chrétienne. Il partit à Göttingen en 1894, avec, entre autres, le ferme projet d’améliorer les relations franco-allemandes. Il constata au bout d’une demi-année déjà que cela ne réussirait pas. Il racontait qu’il avait reçu sa première douche froide lorsque, à l’occasion d’un dîner, le maître de maison, prussien de pure race, expliqua devant tous les convives que l'Empire allemand ne rendrait jamais, jamais, l’Alsace-Lorraine à la France, à quoi il voulut répondre : « Nous ne le réclamons pas, mais l’avenir n’appartient à personne ». Il partit immédiatement après comme correspondant à Berlin.

### Berlin
Lorsque Charles Bonnefon mit en forme le numéro spécial du Figaro sur Berlin, il avait acquis, en tant que correspondant de l’Echo de Paris et du Figaro, une connaissance précise de la société berlinoise depuis plus de quinze ans, à travers les années turbulentes de la fondation de l’Empire et du changement de siècle. Cette vision extérieure de Berlin était empreinte à la fois de sympathie pour la culture allemande, peut-être due à son arrière-plan protestant, et simultanément, de mépris pour le militarisme et la servilité des Allemands. L’Echo littéraire, revue bimensuelle des amis de la littérature écrit en 1911 que Charles Bonnefon, le correspondant berlinois du Figaro, a grandement contribué à un jugement plus raisonnable des Français sur les relations avec l’Allemagne. Bonnefon habitait d’abord au 6 rue Maierotto, puis dans le Hansaviertel, 3 rue Claudius. La maison existe encore. Dans ses textes du Figaro, il met en évidence avec clairvoyance la conscience de la race germanique qu’elle remplit une mission et son sentiment de supériorité, qui anticipe l’antisémitisme ; alors que les protagonistes de la société berlinoise sont en grande partie juifs. C’est un tableau des mœurs berlinoises du début du XXe siècle.

### Carrière militaire
En 1891, Hector Jules Charles Bonnefon, pour lui donner son nom complet, étudiant en théologie à Montauban, est appelé sous les drapeaux. À cause d’une forte myopie (de - 5 dpt.), il est affecté au service auxiliaire. Il mesure 1 m. 69, selon le recensement militaire, a les yeux bleus, les cheveux brun foncé, sans autre signe particulier.
Pendant la Première Guerre mondiale, Bonnefon est d’abord engagé comme simple soldat, passe plus tard dans le service actif, et prend part à la guerre contre l’Allemagne du 29 octobre 1914 au 7 décembre 1918. Il est d’abord affecté au 117e régiment d'infanterie, et à partir du 29 avril 1915, au 58e division d'infanterie. Il passe du simple grade de caporal à celui de sergent ; il est sous-lieutenant le 13 octobre 1916, et lieutenant le 22 août 1917. Il est démobilisé le 9 décembre 1918 à Paris 9e, 26, avenue Trudaine. Le 11.7.1919, il est affecté selon son vœu au 58e régiment d’infanterie. Il a prononcé des conférences patriotiques et publié des souvenirs de guerre, notamment sur l’offensive du Kronprinz en Argonne, sur le printemps en Orient, le Parthénon comme poste militaire. En tant que correspondant de L'Écho de Paris, il pouvait approcher des hommes politiques importants ; c’est ainsi qu’il interviewa en février 1919 Josef Pilsudski, le généralissime des troupes polonaises et futur dirigeant de l’État polonais indépendant. Il était alors directeur du service des correspondances étrangères et rédacteur à L´Écho de Paris.

### L'historien
Il publia une Histoire d’Allemagne en 1925, qui connut 52 éditions jusqu’en 1940 et fut traduite dans deux langues, italien et espagnol. Dans sa préface, où il se présente comme un témoin intérieur, il désigne les différences essentielles entre l’Allemagne et la France : pour les Allemands, ce sont la discipline et l’obéissance, pour les Français, la liberté et l’égalité. Les étudiants français discutent et critiquent, les allemands chantent et se soumettent. L’obéissance et la soumission sont enjolivées sous les noms de loyauté et fidélité. Les Allemands seraient un magnifique peuple de contremaîtres au service d’une usine bien organisée.
Parmi les nombreuses critiques et interviews très bienveillantes au sujet de son livre se trouvent des remarques biographiques. Il aurait ainsi, avant le changement de siècle, appris de l’ambassadeur de France Jules Herbette qu’il n’y avait rien à faire avec les Allemands, ils veulent tout avoir et ne rien donner en échange. Toutes les concessions françaises n’auraient mené à rien, si ce n’est à vouloir dresser la France contre l’Angleterre. Les fêtes du 25e anniversaire de la bataille de Sedan auraient détruit les dernières illusions de Bonnefon : menée par ses savants, professeurs et généraux, la nation se serait laissée emporter par un débordement d’exaltation brutale, une grandiose et inquiétante ivresse nationale. À partir de ce moment, la guerre lui parut inévitable. Cependant il a cru encore longtemps que les menaces et les bruits de sabre n’étaient que du bluff, mais à partir de 1912 il sonne l’alerte sans interruption contre cette Allemagne qu’il a aimée, et qu’il ne pouvait plus que clouer au pilori comme un fauve qui rassemble ses forces pour frapper.
Le père de Bonnefon était secrétaire de la Revue d'histoire littéraire de la France Il avait entrepris le livre Les écrivains modernes de la France, depuis le premier Empire jusqu'à nos jours…, que son fils a complété et poursuivi de 1880 jusqu’à l’entre-deux-guerres.

### Famille
Charles était marié à Louise Élise Teulon. Ils eurent au moins un fils : André Charles, né à Berlin le 27 janvier 1908, décédé à Manteyer le 14 mai 1983. Celui-ci épousa le 4 août 1933 Hélène Marguerite Mossler, fille d’un architecte strasbourgeois ; ils eurent trois enfants. Il fut élève à l’École Polytechnique en 1927 et se consacra au domaine de l’énergie et des télécommunications : Ingénieur des PTT à Strasbourg en 1932 ; service militaire en 1939-40. Après sa démobilisation, il travailla aux PTT à Nancy et fut appelé au ministère des Postes, comme ingénieur en chef au service de la construction et du transport de la poste. En 1964 il devint ingénieur général des PTT jusqu’à sa retraite en 1978. Officier de la Légion d’Honneur et commandeur de l’Ordre national du mérite. Dans le domaine social, il s’intéressait à la question de la protection de l’enfance.
Louis Maurice Bonnefon était son frère cadet, né le 11 avril 1873 à Alès, mort le 7 juillet 1952 à Paris. Adopté par un fabricant de soie de la région de Turin, Septème Craponne, il avait pris la direction de son usine et s’appela désormais Bonnefon-Craponne. Il fonda notamment la chambre de commerce de Turin et rentra en France en 1927, où il devint le directeur de l’Office national du commerce extérieur à Paris. Il fut chevalier de la légion d’honneur dès 1921, puis grand-officier. Il s’employa activement à faciliter la participation de l’Allemagne à l’Exposition universelle de Paris en 1937.
Georges Bonnefon était son autre frère, né le 2 juillet 1884, qui s’engagea pour trois ans au service militaire en tant qu’étudiant en médecine à Lyon en 1904, et suivit ensuite une formation de chirurgien ophtalmologique à Bordeaux. A côté de ses publications spécialisées en ophtalmologie, on apprend à son sujet qu’il remporta en 1913 un prix au Concours hippique de Bordeaux sur son cheval « Monsieur Fakin ». Pendant la guerre il fut actif dans différents hôpitaux militaires, puis à nouveau à Bordeaux, où il travaille entre autres sur les lésions et les cécités causées par les gaz toxiques

## Œuvres
- Le Rêve de Guillaume II, Paris, Ollendorff, 1901, 23 p.
- Dialogue sur la vie et sur la mort, suivi de quelques méditations sur les mêmes sujets. Paris, Fischbacher, 3e édition 1911
- « Berlin 1907 », Figaro illustré, Juillet 1907, 26e Année, n°208
- Croyez en la France, six conférences militaires prononcées à la caserne Montcalm, à Nîmes : les causes de la guerre, conséquences probables de la victoire, conséquences certaines de la défaite, le drapeau, signification de la guerre de 1914-1915, la patrie. Berger-Levrault, 1915, 64 p.
- Fusées dans la nuit... dans la mort. Un carnet de guerre. 319 p., Paris, Arthème Fayard, 1925
- Histoire d'Allemagne. Paris, Arthème Fayard et Cie, 1925 (52 éditions jusqu’en 1940)
- L'Aube fraîche et calme. Essai de philosophie générale en partie fondé sur des faits de guerre. Paris, Arthème Fayard et Cie, 1926, 286p.
- Les Écrivains modernes de la France, depuis le premier Empire jusqu'à nos jours, leurs vies et leurs œuvres principales, avec une analyse, une appréciation et des citations de leurs chefs-d'œuvre. Ouvrage faisant suite aux Écrivains célèbres par D. Bonnefon ; revu, remanié et augmenté pour la période de 1800 à 1880, continué pour la période de 1880 à nos jours par C. Bonnefon. Paris, Arthème Fayard et Cie, 1927, 715 p
- Mémoires de guerre de David Lloyd George traduits par Charles Bonnefon Paris, Fayard, 1934
- « Charles Bonnefon (1904) Le Figaro : Ein neues Museum », in Bénédicte Savoy, Philippa Sissis (éd.) Die Berliner Museumsinsel. Impressionen internationaler Besucher (1830-1990). Eine Anthologie, Bohlau, Köln, 2012, p. 222-224
- Charles Bonnefon, « Le théâtre en Allemagne », Le Théâtre, 184, Manzi, Joyant et Cie. Août 1906

## Citation
« Charles Bonnefon est, sans contredit, le Franςais qui connait le mieux l`Allemagne. Il y a vécu pendant plus de vingt ans, en qualité de correspondant des grands journaux parisiens. Il a approché toutes les célébrités dur Reich, il a étudié tous les aspects de la vie germanique ; il s´est tenu au courant de tout le mouvement politique, intellectuel, artistique, littéraire et économique. Il était impossible de trouver un homme plus qualifié pour écrire une histoire d`Allemagne, à l´usage du grand public. »

— L`Éclair, Journal quotidien du Midi, Montpellier, 22 avril 1925